# Gaysper
Gaysper es un símbolo LGBT basado en el emoji de fantasma de Android 5.0. Se trata de una modificación del icono original que utiliza un fondo con los colores de la bandera arcoíris. Se  popularizó en España a partir de abril de 2019 a raíz de un tuit publicado en la cuenta oficial del partido de ultraderecha Vox tras el cual multitud de usuarios pertenecientes al colectivo LGBT comenzaron a utilizarlo como símbolo representativo del mismo. El icono se ha establecido como un ejemplo del fenómeno de reapropiación de elementos del discurso anti-LGBT en la sociedad contemporánea a través de las redes sociales.

## Origen y popularización

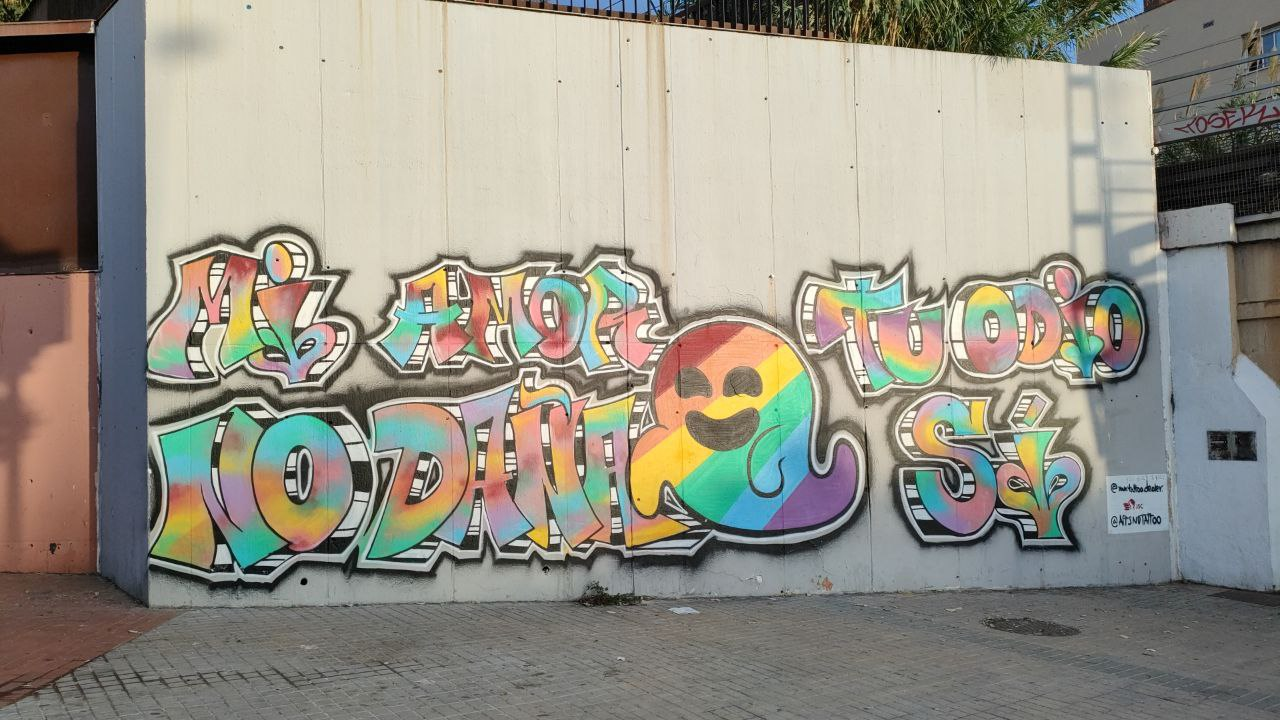
Grafiti de Gaysper en la ciudad de Hospitalet de Llobregat

El 28 de abril de 2019 se celebraban en España elecciones generales. Ese mismo día, el partido de extrema derecha Vox compartió un polémico tuit en el que invitaba a sus votantes a votar a través del reclamo «¡Qué  [sic] comience la batalla!». El mensaje iba acompañado de un fotomontaje de Aragorn, el personaje de la saga El Señor de los Anillos, en el que aparecía enfrentándose a una multitud de orcos cuya figura había sida modificada y reemplazada con símbolos contrarios a la ideología del partido: el símbolo feminista, la hoz y el martillo, la bandera de la Segunda República Española y la estelada del independentismo catalán, varios logos de medios de comunicación como El País o la Cadena SER, el símbolo del puño en alto, el símbolo del movimiento antifascista y, entre ellos, una versión modificada del emoji de fantasma de la versión de Android 5.0 con los colores de la bandera LGBT.
La utilización del símbolo en el tuit encontró una reacción inicial negativa por parte de la comunidad LGBT en Twitter. Sin embargo, más tarde esta acabaría haciendo uso de él para la creación de memes, y finalmente como símbolo del colectivo en un fenómeno de reapropiación. El icono acabaría siendo conocido como Gaysper, en un portmanteau de la palabra «gay» y Casper, fantasma protagonista de la serie Casper y sus amigos; y posteriormente se difundió en prensa y televisión. Fue compartido por figuras populares de la escena mediática española como Mikel Iturriaga o Brays Efe, entre otros. Según un análisis del impacto social de Gaysper publicado en febrero de 2021, el icono se convirtió en el mayor tema de difusión en internet en España el día de su publicación.
Warner Bros respondería al tuit de Vox indicando que su compañía no había autorizado al partido a hacer uso de sus imágenes, protegidas por derechos de autor. El 1 de mayo de 2019, una representación del icono aparecería en un episodio del programa de televisión Late motiv, en el que fue «entrevistado» por Andreu Buenafuente. Su voz fue representada por el director del programa, Bob Pop.
El 21 de mayo de 2019, los diputados por el PSOE Felipe Sicilia y Arnau Ramírez acudirían a sesión parlamentaria en el Congreso portando una camiseta en la que aparecía el icono. Poco más tarde, este gesto sería reproducido por el exportavoz de Compromís en las Cortes, Fran Ferri. Diferentes artículos de merchandising se harían populares en los meses posteriores, con motivo de la celebración del Día Internacional del Orgullo LGBT. Asimismo, se popularizarían versiones derivadas del símbolo con otras banderas pertenecientes al colectivo, como la bandera transgénero o la bandera bisexual.